# Quido Vetter
Quido Vetter (5. června 1881 Praha – 20. října 1960 Praha) byl český matematik, pedagog a historik exaktních věd.

## Život

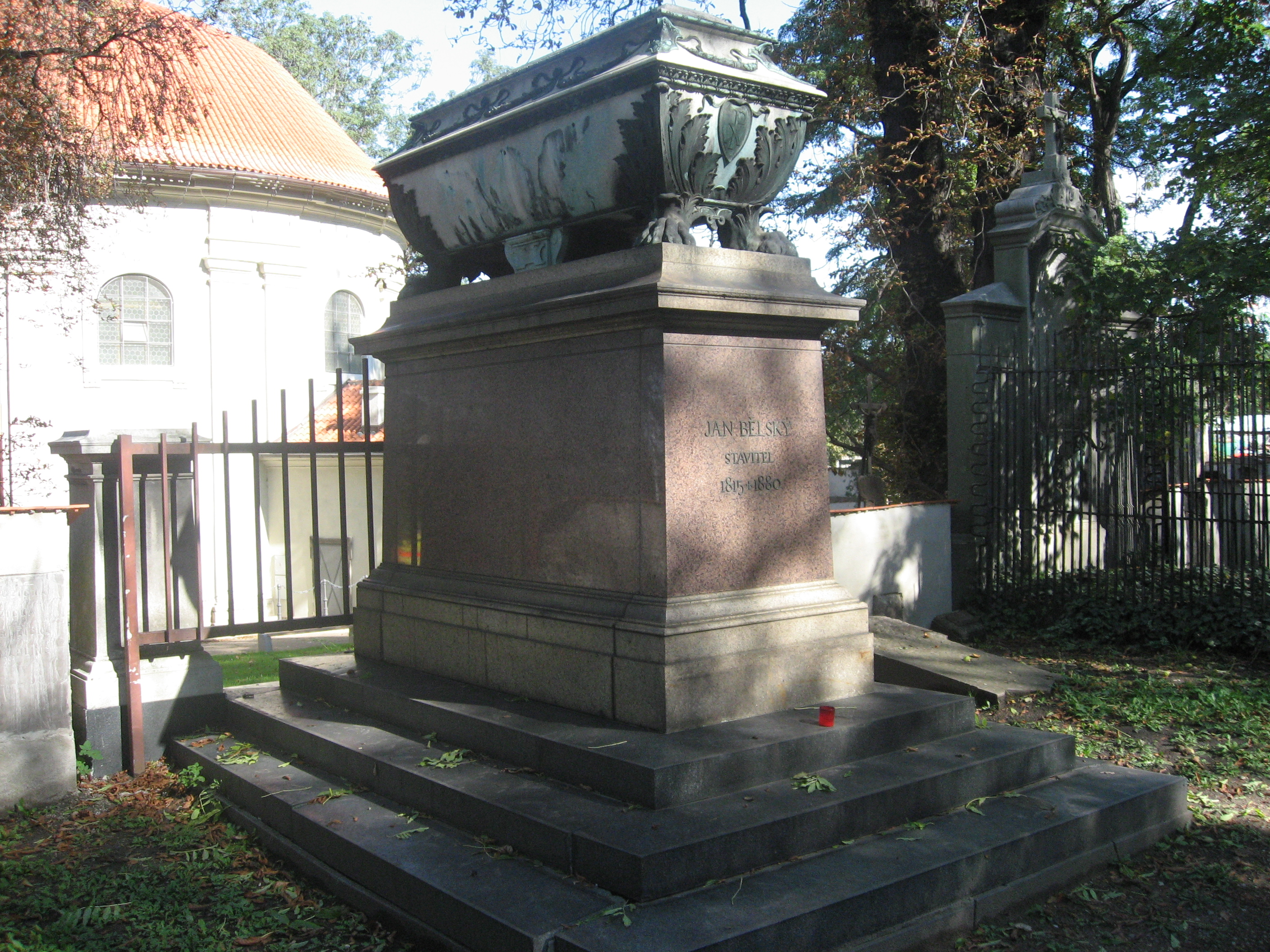
Olšanské hřbitovy, hrobka ve které leží mj. Jan Bělský, Quido Bělský a Quido Vetter

Narodil se v Praze na Starém Městě. Jeho otec Karel Vetter byl ředitelem "Lipské pojišťovací společnosti". Po absolvování základního a gymnaziálního vzdělání pokračoval ve studiu na České technice a následně na Filozofické fakultě Univerzity Karlovy matematiku a deskriptivní geometrii. Studium ukončil v roce 1907 a vydal se dráhu středoškolského profesora. Působil v Lipníku nad Bečvou, Chrudimi a od roku 1914 v Praze. Roku 1909 se oženil s pozdější poslankyní a senátorkou Národního shromáždění Annou Bečvářovou. V roce 1913 se stal na základě disertační práce z matematiky doktorem filozofie. V roce 1917 předložil na filozofické fakultě Karlovy univerzity habilitační práci „O metodice dějin matematiky“, na jejímž základě se v roce 1919 habilitoval pro dějiny matematiky. V roce 1924 byla tato habilitace rozšířena i na českou pražskou techniku (ČVUT) a byl jmenován na univerzitě mimořádným profesorem pro dějiny matematiky a pro didaktiku matematiky. V roce 1929 byl přijat jako dopisující a v roce 1933 pak jako řádný člen Académie internationale d’Histoire des Science. O rok později se stal jejím viceprezidentem a poté na tři roky i jejím prezidentem. V roce 1937 Quido Vetter dočasně ukonči své působení na pražské univerzitě a ještě v tomto roce přijal místo ředitele reálky v Humpolci. V roce 1939 odešel do penze. Po skončení II. světové války se vrátil k působení na pražské univerzitě, kde přednášel dějiny matematiky.
Quido Vetter byl první vysokoškolský profesor v Československu který se věnoval zejména starověké matematice babylonské, řecké, egyptské a arabské. Byl členem několika zahraničních institucí, např. Comité belge d´historie des sciences v Bruselu, Commission d´historie des sciences při Centre de synthese v Paříži a Unio nationalis et internationalis totius energiae renovatricis v Rio de Janeiru. Během svého života vytvořil mimo jiné téměř 250 studií, referátů a článků v renomovaných odborných evropských časopisech
Quido Vetter zemřel v Praze 20. října 1960 a je pohřben na Olšanských hřbitovech.